# Mitre Peak (Neuseeland)
Der Mitre Peak gehört mit einer Höhe von 1692 m mit zu den höchsten Bergen rund um den Milford Sound/Piopiotahi im Fiordland-Nationalpark im Südwesten der Südinsel von Neuseeland.

## Geographie
Der Mitre Peak befindet sich an der südwestlichen Seite des Milford Sound/Piopiotahi, 7 km nordwestlich des Ortes Milford Sound und der Anlegestelle für die Ausflugsschiffe. Er liegt damit ungefähr auf halber Strecke des Sounds, knapp 2 km vom Ufer entfernt. An seiner Südwestflanke befindet sich das zwischen 350 m und Seehöhe tief liegende Tal Sindbad Gully. Bekannte Fotos des Berges wurden von seiner südöstlichen Seite aus erstellt.

## Namensherkunft
Der Mitre Peak, der von den Māori Rahotu genannt wird, erhielt seinen Namen durch den britischen Kapitän John Lort Stokes, der den Berg bei seiner Expedition entlang der neuseeländischen Küste auf der HMS Acheron im Jahr 1851 entdeckte und ihm aufgrund seines Erscheinungsbildes seinen Namen in Anlehnung an die Mitra, den christlichen Bischofshut, gab.

## Geschichte
Erste Versuche, den Berg zu besteigen, wurden von dem Künstler Samuel Horatio Moreton (≈1843–1923) aus Invercargill zusammen mit dem Pionier und Einsiedler vom Milford Sound/Piopiotahi, Donald Sutherland im Jahr 1883 unternommen. Die Besteigung misslang aufgrund widriger Witterungsbedingungen.
Die Erstbesteigung gelang 28 Jahre später dem Neuseeländer James Robert Dennistoun, der zusammen mit seinem Landsmann Joe Beaglehole (1875–1962) am 13. März 1911 den Versuch unternahm. Nachdem Beaglehole die Besteigung an einem steilen Abschnitt abgebrochen hatte, kletterte Dennistoun den Rest bis zum Gipfel allein. Drei Jahre später bestiegen Jack Murrell und Edgar Williams den Mitre Peak und bestätigten damit, dass eine Besteigung möglich ist.

## Motivgebung
Der Mitre Peak war seit 1895 bereits sechs Mal Motiv auf einer Briefmarke der New Zealand Post, zuletzt am 2. Oktober 1995 auf einer 40-Cent-Briefmarke. Auch wurde der Berg mehrfach auf Gemälden festgehalten. Ein Beispiel stellt das Werk des britischen Malers John Barr Clark Hoyte (1835–1913) dar, der in den 1870er Jahren den Berg porträtiert hatte.